# Municipio de Grant (condado de McCook)
El municipio de Grant (en inglés: Grant Township) es un municipio ubicado en el condado de McCook en el estado estadounidense de Dakota del Sur. En el año 2010 tenía una población de 131 habitantes y una densidad poblacional de 1,4 personas por km².

## Geografía
El municipio de Grant se encuentra ubicado en las coordenadas 43°32′36″N 97°18′29″O / 43.54333, -97.30806. Según la Oficina del Censo de los Estados Unidos, el municipio tiene una superficie total de 93.53 km², de la cual 93,53 km² corresponden a tierra firme y (0 %) 0 km² es agua.

## Demografía
Según el censo de 2010, había 131 personas residiendo en el municipio de Grant. La densidad de población era de 1,4 hab./km². De los 131 habitantes, el municipio de Grant estaba compuesto por el 97,71 % blancos, el 0,76 % eran amerindios y el 1,53 % eran de una mezcla de razas. Del total de la población el 0 % eran hispanos o latinos de cualquier raza.